# 4058 Cecilgreen
A 4058 Cecilgreen (ideiglenes jelöléssel 1986 JV) a Naprendszer kisbolygóövében található aszteroida. Edward L. G. Bowell fedezte fel 1986. május 4-én.